# Коммунистическая партия Непала (Центр единства — Масал)
Коммунистическая партия Непала (Центр единства — Масал) (Коммунистическая партия Непала (Центр единства — Пылающий факел), непальск. नेपाल कम्युनिष्ट पार्टी (एकता केन्द्र–मसाल)), сокращённо КПН (ЦЕ-М) — подпольная коммунистическая партия маоистского толка в Непале, существовавшая в первом десятилетии XXI века. КПН (ЦЕ-М) была образована в 2002 году в результате объединения Коммунистической партии Непала (Центр единства) и Коммунистической партии Непала (Масал).

## История
О слиянии двух партий было объявлено на публичном собрании 22 апреля 2002 г. генеральными секретарями двух партий: Рамом Сингхом Шрисом из КПН (Масал) и Нараяном Каджи Шрестой (Пракаш) из КПН (ЦЕ).
Обе партии брали начало в КПН (Четвёртого съезда), созданной в 1974 году Моханом Бикрамом Сингхом; он же стал генеральным секретарём-основателем КПН (ЦЕ-М). После раскола КПН (Четвёртого съезда) в 1983 фракцией М. Б. Сингха была создана КПН («Масал», то есть «факел»), от которой в 1986 году откололась КПН («Машал») во главе с Пушпой Камалом Дахалом («товарищем Прачандой»), будущим лидеров КПН (маоистской). В 1990—1991 в результате объединения КПН («Машал») с остатками КПН (Четвертого съезда) была образована КПН (Центр единства), от которой в 1994 году откололось радикальное крыло Прачанды и Бабурама Бхаттараи, основавшее в итоге КПН (маоистскую).
Два легальных политических крыла двух партий, выступавших как избирательные массовые фронты Центра единства и Масал соответственно — Объединённый народный фронт (Самьюкта Джанаморха Непал; 0,86 % голосов избирателей и 1 место в парламенте на последних парламентских выборах 1999 года) и Национальный народный фронт (Растрия Джанаморха; 1,41 % голосов и 5 мест на выборах 1999-го), объединились в Народный фронт, Непал (Джанаморха Непал) во главе с председателем Читрой Бахадуром К. Ч. Джанаморха Непала присоединился к Альянсу семи партий, приняв активное участие в Народном движении (Локтантра Андолан) 2006 года.

## Расколы и роспуск
После окончания прямого правления короля Гьяндендры в апреле 2006 года КПН (Центр единства — Масал) разделилась на четыре части. Небольшая фракция отделилась и сформировала Коммунистическую партию Непала (2006), которая позже слилась с КПН (маоистской). Мохан Бикрам Сингх, выступавший против присоединения избирательного фронта партии к временному правительству, сформировал параллельную КПН (Центр единства — Масал), которая позже переименовала себя в КПН (Масал).
Партия также сформировала параллельную Джанаморха Непал, позже Растрия Джанаморха, во главе с Читрой Бахадуром К. Ч., и увела за собой трех депутатов Временного парламента из числа представителей Джанаморха Непал. Ещё один раскол возник, когда Рам Сингх Шрис разошёлся с оставшимися двумя представителями Джанаморха Непал в парламенте. У его группы также появилась своя параллельная Джанаморха Непал во главе с Читрой Бахадуром Але. Позже фракция объединилась с другими отколовшимися группами других коммунистических партий и сформировала КПН (Единую).
После ряда расколов генеральным секретарём того, что осталось от партии, был избран Нараян Каджи Шреста. Партия в итоге присоединилась к Коммунистической партии Непала (маоистской), образовав Объединённую коммунистическую партию Непала (маоистскую) 13 января 2009 года.
Женское крыло КПН (ЦЕ-М) возглавляли Сурья Тхапа (президент) и Анджана Бисанкхе (генеральный секретарь). Студенческое крыло КПН (ЦЕ-М) называлось Всенепальским национальным свободным студенческим союзом (объединённым), а культурное крыло — Индрени-Культурная семья Рактим. Фронты в Индии включали Всеиндийское общество непальского единства (основное течение) и Всеиндийскую ассоциацию непальских студентов. КПН (ЦЕ-М) участвовала в Международной конференции марксистско-ленинских партий и организаций.

## Идеология
В качестве своей идеологической основы КПН (Центр единства — Масал) придерживалась марксизма-ленинизма-идей Мао Цзэдуна. Несмотря на близость декларативно маоистской идеологии КПН (ЦЕ-М) к КПН (маоистской), эти партии расходились на уровне практики. Не отвергая в принципе вооружённую борьбу, КПН (ЦЕ-М) считала, что на том этапе в Непале ещё не сложилась полноценная «революционная ситуация», и маоистское вооружённое восстание лишь играло «на руку королю и роялистским силам, выступающим за упразднение парламентской демократии». Соответственно, КПН (ЦЕ-М) выступала за урегулирование гражданской войны в Непале путём мирных переговоров.
Основную цель участия в парламентских выборах посредством фронта Джанаморха Непал партия провозглашала в том, чтобы «разоблачать буржуазную парламентскую систему» и «подготавливать почву для ее падения». В перспективе она выступала за свержение монархии и установление республики с «народной демократией». Её основное предложение, выдвинутое вместе с другими левыми, заключалось в проведении Учредительного собрания (что и было реализовано после падения монархии, когда сама КПН (ЦЕ-М), впрочем, пребывала в процессе распада). Партия также выступала против участия США в делах Непала.